# Krasimir Dimitrov
Krasimir Dimitrov (Bulgaars: Красимир Димитров) (Plovdiv, 5 november 1971) is een Bulgaars voormalig voetballer die hoofdzakelijk als middenvelder speelde.

## Carrière
- 1981-1989: Maritsa Plovdiv (jeugd)
- 1990-1992: Maritsa Plovdiv
- 1992-1995: Botev Plovdiv
- 1995-1998: Naftex Boergas
- 1998-2000: Levski Sofia
- 2000-2001: Botev Plovdiv
- 2001-2002: Marek Doepnitsa
- 2002-2008: Lokomotiv Plovdiv
- 2008-2009: Rodopa Smoljan
- 2009-2011: Sportist Svoge